# Лягушкин, Виктор Николаевич
«У Лягушкина взрыв кучерявых волос на голове, очки, как у Леннона, и привычка отзываться словом „ква“.»
Ви́ктор Никола́евич Лягу́шкин (настоящая фамилия — Леу́шин; 26 марта 1971, Москва) — российский фотограф, специализирующийся на подводной фотографии и фотографиях пещер. Постоянный автор журнала National Geographic. Член Русского географического общества.
Виктор Лягушкин родился в семье военнослужащего, детские годы провёл с родителями в Чехословакии. По образованию — театральный художник-декоратор, работал дизайнером иллюстрированных журналов. Профессионально занимается фотографией с 1998 года. В 2003 году увлёкся подводным фотографированием.
В 2010 году стал победителем 4-го фотоконкурса «Золотая черепаха» в номинации «Подводный мир» с работой «Алые губки актинии нежной».
В 2011 году Виктором Лягушкиным был задуман и осуществлён художественный проект «Принцесса китов» — фотосессия подо льдом Белого моря. Фотомоделью выступила двукратная чемпионка мира по фридайвингу Наталья Авсеенко. Обнажённая спортсменка ныряла вместе с белухами, что символизировало беззащитность, но в то же время открытость человека живой природе. Фильм «Потолок» об этом проекте, снятый режиссёром Натальей Углицких, удостоился приза 5-го Всероссийского фестиваля авторского короткометражного кино «Арткино» как лучший документальный фильм.
В 2012 году фотограф был удостоен российской национальной премии «Подводный мир» и гран-при фестиваля дайверов «Золотой дельфин» за фотокнигу «Ординская пещера. Познание» со снимками подводной гипсовой пещеры Ординская в Пермском крае. В декабре 2012 года состоялась ещё одна оригинальная фотосессия с Натальей Авсеенко, названная «Хозяйка Орды», теперь под водой Ординской пещеры. Съёмка проводилась два дня на глубине 17 метров при температуре воды 5 градусов Цельсия, фильм телеканала Russia Today об этом проекте был переведён на английский, французский, испанский и арабский языки.
В 2015 году была организована экологическая экспедиция по мониторингу и документированию загрязнения озера Байкал. В ходе съёмок Виктором Лягушкиным была снята первая подводная сферическая панорама Байкала.
В 2019 году Всемирная конфедерация подводной деятельности пригласила Виктора Лягушкина в качестве члена профессионального жюри 17-го чемпионата мира по подводной фотографии на острове Тенерифе.
В феврале-апреле 2019 года прошла выставка работ Виктора Лягушкина подо льдом Белого моря, первый в мире опыт подлёдной художественной выставки. В ледяном покрове залива Нильмогуба близ одноимённой деревни проделали проруби, через которые были опущены напечатанные на пластике фотографии. Экспонаты удерживались на глубине привязанными к ним грузами. Полюбоваться экспозицией можно было бесплатно, однако для посещения выставки требовался сертификат дайвера.
В марте 2021 года в том же месте состоялась подлёдная выставка-галерея, где помимо фотографий Виктора Лягушкина были также представлены живописные произведения и инсталляции художника Дениса Лотарёва. Экспозиция действовала до начала таяния льдов, её посетили аквалангисты разных стран, в том числе Китая, Германии, Франции.
В феврале-марте 2022 года в парке «Зелёная река» в московском районе Лефортово прошла выставка 47 фотографий Виктора Лягушкина «Волшебный мир Белого моря», организованная совместно с галереей имени братьев Люмьер. Экспонировались фото обитателей Белого моря, находящихся под угрозой в связи с глобальным потеплением и вызываемым им таянием льдов.
С 2022 года проживает в Тбилиси. Жена — журналист Богдана Ващенко, автор журнала National Geographic.

## Призы международных конкурсов
- 2013 — Ocean Art Contest Winners — гран-при за фото «Дайвер подо льдом в карьере Лазурный»[18];
- 2018 — Speleofotografia — 3 место в категории «Спелеомомент» за фото «Тайная вечеря»[19];
- 2021 — Underwater Photographer of the Year — высокая оценка за фото «Два мира»[20];
- 2021 — фотоконкурс журнала Smithsonian Photo Contest — финалист с фотографией «Зелёные облака»[21];
- 2022 — Close-up Photographer of the Year — победитель в категории подводной съёмки с фотографией «Маленький хищник»[22].

## Книги
- Лягушкин Виктор, Максимович Николай, Лавров Игорь, Ващенко Богдана. Ординская пещера. Познание. — М.: Студия «4+4», 2011. — 160 с. — ISBN 978-5-9902284-2-9.
- Лягушкин Виктор, Ващенко Богдана, Чернявский Глеб. Быть дельфином. — М.: PHOTOTEAM.PRO, 2014. — 160 с. — ISBN 978-5-905826-05-4.
- Богдана Ващенко, Виктор Лягушкин. Беломорский бестиарий. — М.: PHOTOTEAM.PRO, 2021. — 154 с.